# Les Décodeurs
Cet article possède un paronyme, voir Les Dicodeurs.
Les Décodeurs est une rubrique du site Web du quotidien français Le Monde créée le 10 mars 2014 et dont l'objectif est de vérifier des informations données sur des thématiques variées. La rubrique fait appel à une équipe dédiée pluridisciplinaire d'une dizaine de personnes. Les journalistes de cette rubrique créent en 2017 le Décodex, moteur de recherche devant servir d'outil d'évaluation de la fiabilité des sources d'information.
La rubrique est une des premières créées en France, à la suite du mouvement de vérification des faits qui se construit au début du XXIe siècle. Elle a fait l'objet de débats, certaines critiques reprochant un biais politique supposément ancré à gauche, mais également des erreurs ; d'autres, reconnaissant l'importance de la démarche, s'interrogent sur ses limites. Quant au moteur de recherche, les accusations de filtrage idéologique sont également présentes, ainsi que des remarques sur le conflit d'intérêts sous-jacent de la société éditrice du Monde. Toutefois, l'initiative est reconnue comme bénéfique par de nombreux critiques, et sa nécessité supérieure aux défauts des outils mis en place.[passage promotionnel]

## Historique
À l'automne 2009, Nabil Wakim alors responsable de la rubrique politique du site Web du Monde émet l'idée d'un blogue collaboratif s'inspirant du mouvement du fact checking aux États-Unis. Il viserait à décortiquer les propos des politiques, et à les soumettre à la vérification. En un peu plus de quatre ans, près de 200 articles ont été écrits sur ce blogue qui ne se limite plus seulement à la politique. Les journalistes affinent progressivement leurs analyses et abandonnent les mentions de « vrai » ou de « faux » qui ne permettent pas les nuances et s'avèrent imprécises.
Le 10 mars 2014, Le Monde intègre pleinement Les Décodeurs à son site. Cette rubrique s'appuie sur le travail d'une équipe d'une dizaine de personnes incluant des journalistes, des datajournalistes, des infographistes et des spécialistes de réseaux sociaux. Les rédacteurs sont tenus de suivre une charte qu'ils ont eux-mêmes définie au lancement de la rubrique et qui reprend les principes fondamentaux du journalisme.
Plusieurs journalistes des décodeurs ont été impliqués dans les révélations sur les Panama Papers, travaillant sur la base de quelque 11,5 millions de documents du cabinet Mossack Fonseca transmis par une source anonyme à la Süddeutsche Zeitung et partagée au consortium international des journalistes d'investigation (ICIJ).

### Décodex
Le 1er février 2017, Les Décodeurs créent le Décodex, un moteur de recherche accessible depuis leur site internet ou depuis une extension au navigateur Web et présenté comme « un outil de vérification de l'information à destination des enseignants (et des autres) ». Selon les journalistes, « il ne s’agit donc pas d’un jugement de valeur pour distinguer des « bons » et des « mauvais » sites, mais d’une aide de lecture ».
Les journalistes utilisent cinq catégories pour classifier les sites répertoriés :
- « ce site est en principe plutôt fiable. N’hésitez pas à confirmer l’information en cherchant d’autres sources fiables ou en remontant à son origine. » (plus haut niveau de fiabilité) ;
- « ce site peut être régulièrement imprécis, ne précisant pas ses sources et reprenant des informations sans vérification. Soyez prudent et cherchez d’autres sources. Si possible, remontez à l’origine de l’information. » (sites militants ou imprécis sur certains sujets) ;
- « ce site diffuse régulièrement de fausses informations ou des articles trompeurs. Restez vigilant et cherchez d’autres sources plus fiables. Si possible, remontez à l’origine de l’information. » (sites relayant des fausses informations comme les sites conspirationnistes) ;
- « attention, il s'agit d'un site satirique ou parodique qui n'a pas vocation à diffuser de vraies informations. A lire au second degré. » (pour les sites parodiques) ;
- « attention, ce site n’est pas une source à proprement parler ou sa fiabilité est trop variable pour entrer dans nos critères. Pour en savoir plus, cherchez d’autres sources et remontez à l’origine de l’information. » (sites inclassables comme les réseaux sociaux ou Wikipédia).

Le projet a été financé par Google à travers le Fonds pour l’innovation numérique de la presse.
Le 10 mars 2017, Jérôme Fenoglio et Luc Bronner annoncent une deuxième version du Décodex qui tient compte des « remarques et [des] critiques autour de cette première version, qui était loin d’être parfaite. » Cette version renonce à labelliser toutes les sources d’information existantes pour se concentrer « sur les sites diffusant régulièrement de fausses informations ».
Le 16 mars 2017, la nouvelle version de l'extension est mise en ligne. À cette occasion, Les Décodeurs répondent aux critiques et questions récurrentes sur le projet Décodex dans un article. Un autre article décrit, dans le détail, les méthodes utilisées par ce qui est qualifié d'« industrie de la désinformation » : « avancer masqué », « usurper l'identité des autres », « manipuler les faits et les images », « noyer la propagande au milieu d'articles anodins », « cacher ses erreurs » et « échapper aux poursuites ».
Samuel Laurent, le responsable des Décodeurs, publie aussi un article défendant l'idée de « se battre pour les faits » : « On peut critiquer la vérification factuelle, en pointer les limites, réelles, comme on peut le faire du journalisme en général. Faut-il pour autant estimer que tout se vaut ? Que tout n’est que point de vue, que croyance, et que partant de là il n’y a pas de faits plus valides que d’autres ? Qu’un blogue militant diffusant sans les vérifier des informations plus ou moins sourcées vaut le travail d’enquête, de recoupement, de vérification qui opèrent au quotidien des professionnels ? Non ».
La référence au Décodex sur le site web du journal Le Monde disparait le 29 août 2022 comme en témoignent les archives de la page dans la Wayback Machine entre le 28 et le 29.

## Questionnements

### Neutralité et précision de la rubrique
Selon Hadrien Gournay, du journal libéral Contrepoints, les sujets traités par Le Monde présentent un « biais de sélection ». Ils « portent tous sur des thèses énoncées à droite ou à l’extrême-droite ». Inversement, « le manque de rigueur dans les énoncés de gauche ne semble pas faire l'objet de la même attention de la part des décodeurs que celui dont la droite est responsable. » Pour Hadrien Gournay, les articles de réfutation des décodeurs sont davantage des argumentaires représentant un point de vue que de strictes réfutations factuelles. Pour Vincent Le Biez, membre des Républicains, « l'objectivité supposée des Décodeurs [...] masque souvent de réels partis pris idéologiques ».
Maître Eolas (avocat français au barreau de Paris, auteur d'un blogue juridique) se dit « effaré » de la lecture d'un article (ensuite retiré) des « Décodeurs » du Monde qu'il juge être un « ramassis d’approximations quand ce ne sont pas des erreurs flagrantes et des confusions grossières ». Il trouve « désespérant » de trouver « dans une rubrique se voulant de vérification et de pédagogie » de telles inexactitudes sur la procédure pénale et la chaîne des intervenants aux différents stades de ladite procédure.
À l'inverse, Daniel Schneidermann défend le fact-checking et l'utilité du travail des Décodeurs, même s'il reconnaît des limites : « Quand les Décodeurs du Monde, face à un Fillon affirmant froidement que Thatcher a ressuscité l’économie britannique, dégainent quelques heures plus tard la hausse du chômage et du taux de pauvreté des années Thatcher, Lordon dira-t-il que ce genre de rectification est inutile ? Inefficace, insuffisante, tardive, peut-être. Mais inutile ? ».
En mars 2016, plusieurs membres de l'association classée à gauche Acrimed rangent la rubrique des Décodeurs et son équivalent Désintox de Libération dans sa liste de « sites utiles pour les enseignant-e-s », « pour une éducation critique aux médias ». L'association juge le Décodex « utile, voire indispensable », mais critique une « infantilisation sous-jacente » de son lectorat.

### Concernant le Décodex

#### Sur d'éventuels conflits d'intérêts
Élisabeth Lévy de Causeur voit un conflit d'intérêts pour Le Monde, à la fois diffuseur d'informations et vérificateur de leur fiabilité, et redoute un « filtre idéologique ». D'après elle, un site comme Fdesouche est classé « orange » en raison du caractère orienté de sa sélection alors qu'elle juge que Fdesouche ne fait que rediffuser des informations parues sur d'autres sites classés « verts ». Elle estime aussi que d'autres sites très orientés mais idéologiquement plus proche du Monde sont classés « verts ». Dans Libération, Daniel Schneidermann estime également que Le Monde « est purement et simplement en conflit d’intérêts », tandis que le journaliste Vincent Glad pose la question : « Qui décodexera le Décodex ? ». Pour lui, Le Monde publiant également à l’occasion de fausses informations, le quotidien est difficilement crédible dans ce rôle d'arbitre « impartial et transparent », et fait face de même manière que les autres médias traditionnels « à une immense défiance des citoyens ».
Fakir, journal de gauche, ironise au sujet du « orange » que lui décerne Décodex : « Tout le monde sait que les ouvriers, les employés, les syndicalistes, les économistes hétérodoxes, les chômeurs, les agriculteurs sont des sources « peu fiables » avec lesquelles il faut être « prudent ». Un bon lobbyiste à Bruxelles, hein, c’est toujours plus sérieux ! ».
De même, Charlotte d'Ornellas, du site Aleteia de la Fondation pour l'évangélisation par les médias, s'interroge sur la légitimité du Monde et note que « Russia Today est affublé d’une pastille orange quand Al Jazeera se présente en vert ».
Arrêt sur images relaye que le site Doctissimo est reclassé de la couleur orange au vert, alors qu'il conclut un accord d'association avec le groupe Le Monde, Olivier Berruyer y voyant un conflit d'intérêts. Les auteurs du Décodex, dans un article du 9 février 2017, reconnaissent « des problèmes de classification [...] et quelques erreurs et imprécisions » et indiquent que l'outil va évoluer. Ils précisent également : « Notre but n’est certainement pas d’établir une hiérarchie ou de décréter ce qu’il faut lire ou non [...]. Notre critère est, et restera, celui de la fiabilité des informations proposées [...]. »

##### Blog d'Olivier Berruyer
L'économiste Olivier Berruyer, dont le blog les-crises.fr est marqué d'une étiquette rouge, estime que ce Décodex est une « liste maccarthyste » qu'il compare à l’Index librorum prohibitorum (tout comme Jacques Sapir), « la liste établie par l’Église des ouvrages que les catholiques n'avaient pas le droit de lire ». D'après Arrêt sur Images, le blog les-crises.fr a été classé « pas fiable » et « conspirationiste » sur la base d'une fausse information. Après des protestations publiques, dont celle d'Emmanuel Todd, ce blog est finalement classé en catégorie orange,,. Olivier Berruyer porte plainte contre Le Monde pour dénigrement, réclamant son retrait du Décodex et 100 000 euros de préjudice. Il perd en première instance en avril 2019 et fait appel.

#### Sur le projet en lui-même et sur son mode opératoire
RTBF juge l'idée du Décodex méritoire, de même que Le Figaro pour qui « à première vue, l'idée de séparer le bon grain de l'ivraie journalistique peut paraître louable ». Et pour Arrêt sur Images, permettre aux internautes de repérer les fausses informations, très présentes à notre époque, est « plus que nécessaire ». Le site Radio-Londres note que le Décodex « reste un outil utile pour une part non négligeable d’indécis qui se laissent parfois avoir par une intox » et « appelle lui-même ses utilisateurs à faire un travail critique ». Julien Lecomte, agrégé en information et communication, note qu'il y a « de nombreuses critiques constructives et légitimes sur le Décodex », mais juge que « c'est une bonne initiative, et ce principalement pour le volet pédagogique de l'outil ».
Emmanuel Todd juge que « le Décodex est un scandale » et que « le fait de s'ériger pour un journal en juge d'autres moyens d'expression publique est en soi-même une insulte à la notion de liberté d'expression et de pluralisme ».
Selon Eugénie Bastié dans Le Figaro, des critiques de la démarche suggèrent que le jugement de ce qu'est un site fiable peut dépendre de la ligne éditoriale du média qui juge. Le quotidien donne l'exemple du journal Valeurs actuelles qui a vu son classement par le Décodex dégradé après avoir été condamné pour « provocation à la haine raciale ». Elle rappelle que Le Monde avait « applaudi » en première page du journal « l'entrée des Khmers rouges dans Phnom Penh en 1975, et qu'il n'y a pas d'objectivité journalistique pure, définissable a priori ». Jean-François Kahn estime que la démarche, pour être crédible, aurait dû être précédée d'un examen de conscience, et recommande que cela soit « une institution, un genre de Conseil constitutionnel de journalistes, qui puisse élaborer cette classification ».
Frédéric Lordon jugeant ce projet absurde et sans légitimité, se moque de l'évaluation par code couleur comparable à celle, sur Internet, « [des] chauffeurs de VTC ou [des] appartements en location ».

## Financement
La rubrique "Les Décodeurs" est financée entre autres par Facebook. Le réseau social demande en effet à plusieurs médias français (les Décodeurs du Monde, Fake Off de 20 Minutes, Les Observateurs de France 24, l’AFP Factuel et, jusqu'en 2020, CheckNews, de Libération) et dans 76 pays et régions, de vérifier des contenus signalés par leur algorithme ou des internautes. Après un article du Canard enchaîné intitulé « Entre Le Monde et Facebook, un beau compte de fake », très commenté, Cédric Mathiot de Libération précise, en janvier 2018, que le montant versé dépend concrètement du nombre d'articles vérifiés, sans « aucune obligation de quantité »,. Dans les faits, la rémunération versée par Facebook en 2018 est d'environ 1000$ par article écrit. Selon Louis Dreyfus, président du directoire du Monde, « c'est Facebook qui nous a permis de financer une partie de la croissance de nos équipes. Et ce, en respectant l'intégrité du contenu. ». Ce partenariat est intensifié en 2019, Facebook étant le premier moteur externe d'abonnements du quotidien.

## Condamnations
Olivier Berruyer du blog les-crises.fr porte plainte à trois reprises pour diffamation contre Les Décodeurs. Il obtient gain de cause pour deux d'entre elles. Il porte plainte également contre le Décodex pour dénigrement, mais perd en première instance.
En juin 2023, Le Monde est reconnu « coupable de concurrence déloyale par dénigrement » par le tribunal de commerce de Paris et condamné à verser 25 000 euros de dommages et intérêts à la société exploitant le site de FranceSoir, notamment pour la présentation du site apparaissant dans le moteur de recherche Décodex. Le juge commercial estime que « la critique du Monde à l’encontre de France-Soir […] est susceptible de lui porter une atteinte grave à son modèle économique […] ce qui contrevient à la libre concurrence et à la liberté du commerce ». Le Monde a fait appel de cette décision voyant « une atteinte grave et disproportionnée à la liberté de critique ». L'analyse de Checknews de Libération précise que « cette procédure repose sur le droit commercial, et n’est dans tous les cas opposable qu’aux sociétés en potentielle « situation de concurrence » avec France-Soir du fait de « la diffusion d’information via leur site Internet ». Dès lors, toute personne qui ne tient pas un site d’information en ligne pourrait, sans porter atteinte à «la libre concurrence », critiquer FranceSoir et le qualifier de « blog complotiste » ».